# Svein Mathisen
Svein Erling Mathisen (ur. 30 września 1952 w Saudzie, zm. 27 stycznia 2011 w Kristiansand) – norweski piłkarz występujący na pozycji pomocnika. Ojciec innego piłkarza, Jespera Mathisena.

## Kariera klubowa
Mathisen karierę rozpoczynał w 1973 roku w pierwszoligowym zespole IK Start. Występował tam do końca kariery w 1989 roku, z przerwą na wypożyczenie do szkockiego Hibernian w 1978 roku. Wraz ze Startem zdobył dwa mistrzostwa Norwegii (1978, 1980).

## Kariera reprezentacyjna
W reprezentacji Norwegii Mathisen zadebiutował 7 lipca 1975 w zremisowanym 1:1 meczu eliminacji Letnich Igrzysk Olimpijskich 1976 z Islandią. 15 sierpnia 1979 w wygranym 2:0 pojedynku Mistrzostw Nordyckich ze Szwecją strzelił pierwszego gola w kadrze. W latach 1975–1983 w drużynie narodowej rozegrał 25 spotkań i zdobył 2 bramki.